# Homefront: The Revolution
Homefront: The Revolution se trata de un videojuego de disparos en primera persona cooperativo, basado en un mundo alternativo donde los jugadores encarnan el rol de milicianos en una guerra entre las fuerzas libres de EE. UU. y el EPC (Ejército Popular de Corea). 

Consta de una historia principal en donde el jugador toma la personalidad de Ethan Brady, un combatiente novato que debe ayudar a liberar Philadelpia de la ocupación del EPC mediante la captura de diferentes zonas dentro de la ciudad en las que, a su vez, hay variadas misiones y objetivos a cumplir. 
Adicionalmente hay 3 historias:
1 - Tomas el personaje Walker (la voz de la Libertad) que es el líder espiritual de la revolución y tienes la misión que precede al inicio del juego.
2 - Luego de iniciar la rebelión y recuperar la ciudad asumes la misión de rescatar a Walker que ha sido capturado.
3 - La defensa de Philadelpia luego que el resto de las ciudades de la revolución fallaran en sus intentos y las fuerzas del EPC se vuelcan sobre la ciudad para recuperarla.

Fue desarrollado por la empresa Deep Silver después de haberle comprado la licencia de la saga Homefront a Crytek cuando la empresa alemana famosa por su motor gráfico (CryEngine y la saga crysis) pasaba momentos críticos a causa de falta de capital. 